# TJ Sokol Královské Vinohrady

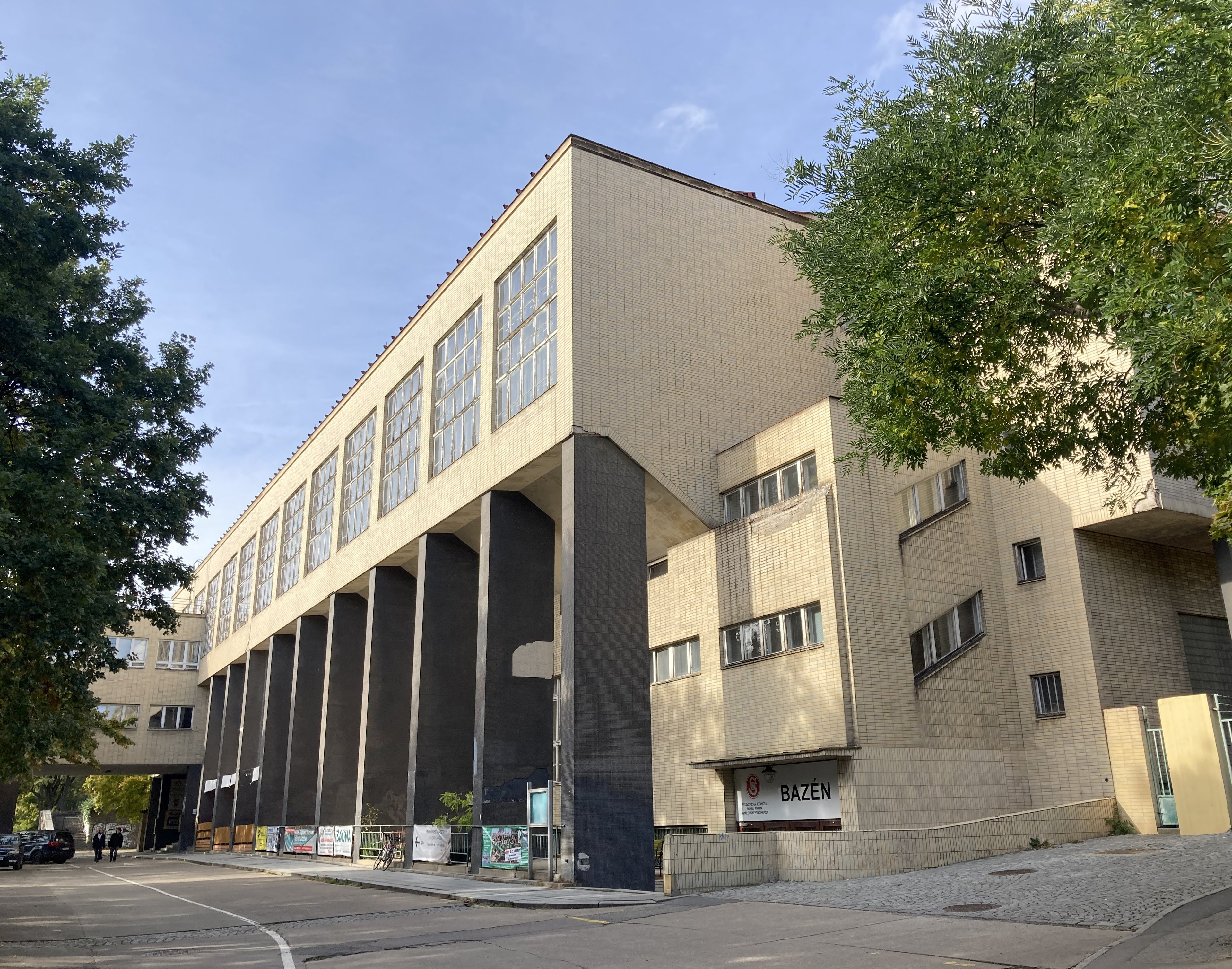
Vinohradská sokolovna kde klub působí

TJ Sokol Královské Vinohrady (SKV) je florbalový klub sídlící v Praze na Vinohradech a hrající soutěže Českého florbalu. Byl založen v roce 1997 pod původním názvem HC Lupáčova Coyotes. Od roku 2003 je součástí tělovýchovné jednoty Sokol Vinohrady a působí ve Vinohradské sokolovně v Riegrových sadech.

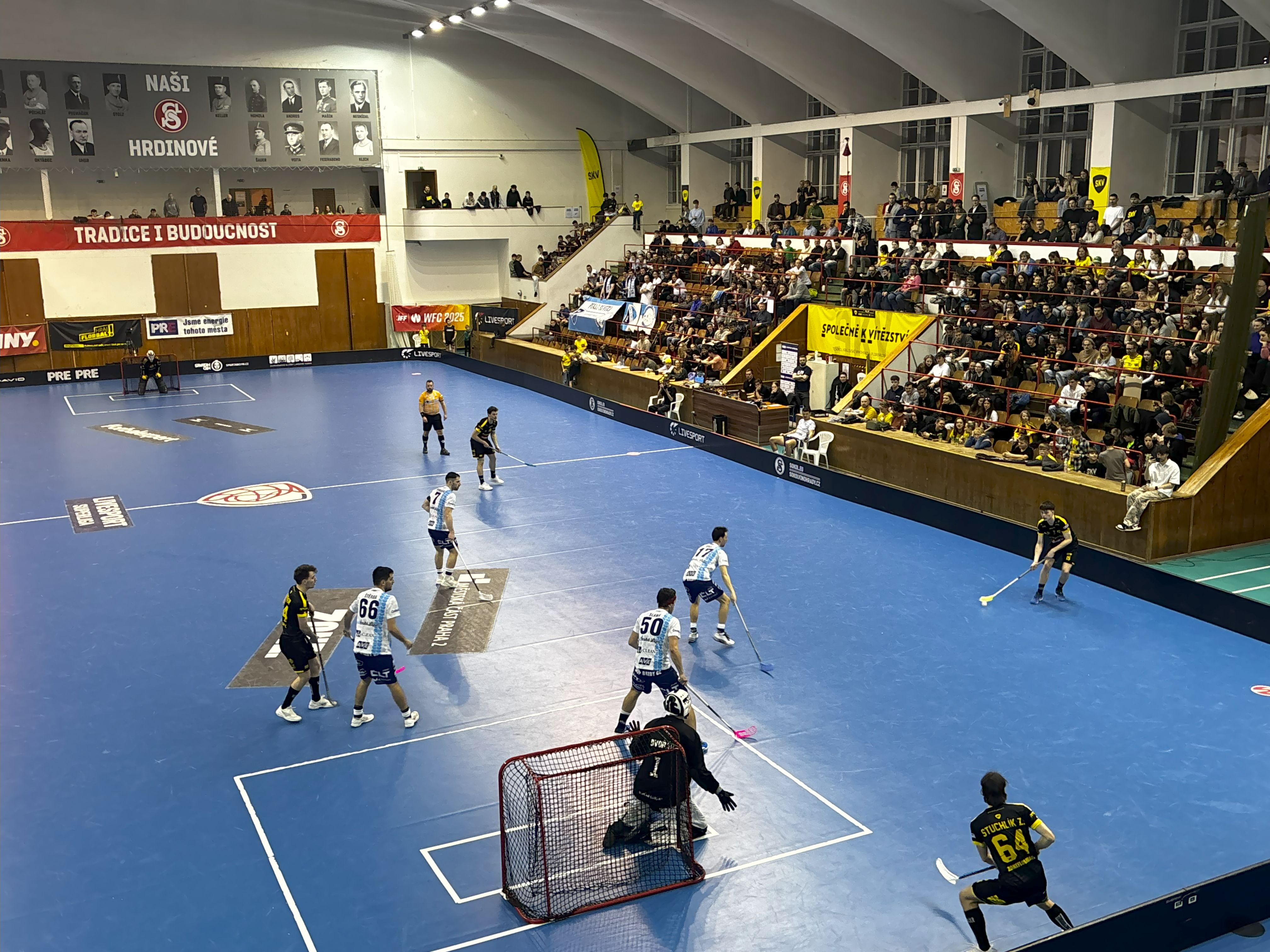
Mužský tým (v černém) v domácím osmifinálovém zápase v sezóně 2024/2025

Mužský tým hraje od sezóny 2018/2019 Superligu florbalu. Dříve hrál nejvyšší soutěž také v sezónách 2006/2007 a 2014/2015 až 2015/2016. V sezóně 2019/2020 tým z osmého místa po základní části poprvé postoupil do čtvrtfinále play-off (které ale nebylo dohráno z důvodu pandemie covidu-19).  Další dvě účasti ve čtvrtfinále vybojoval v sezónách 2022/2023 a 2024/2025 desátým a devátým místem a výhrami v osmifinále.

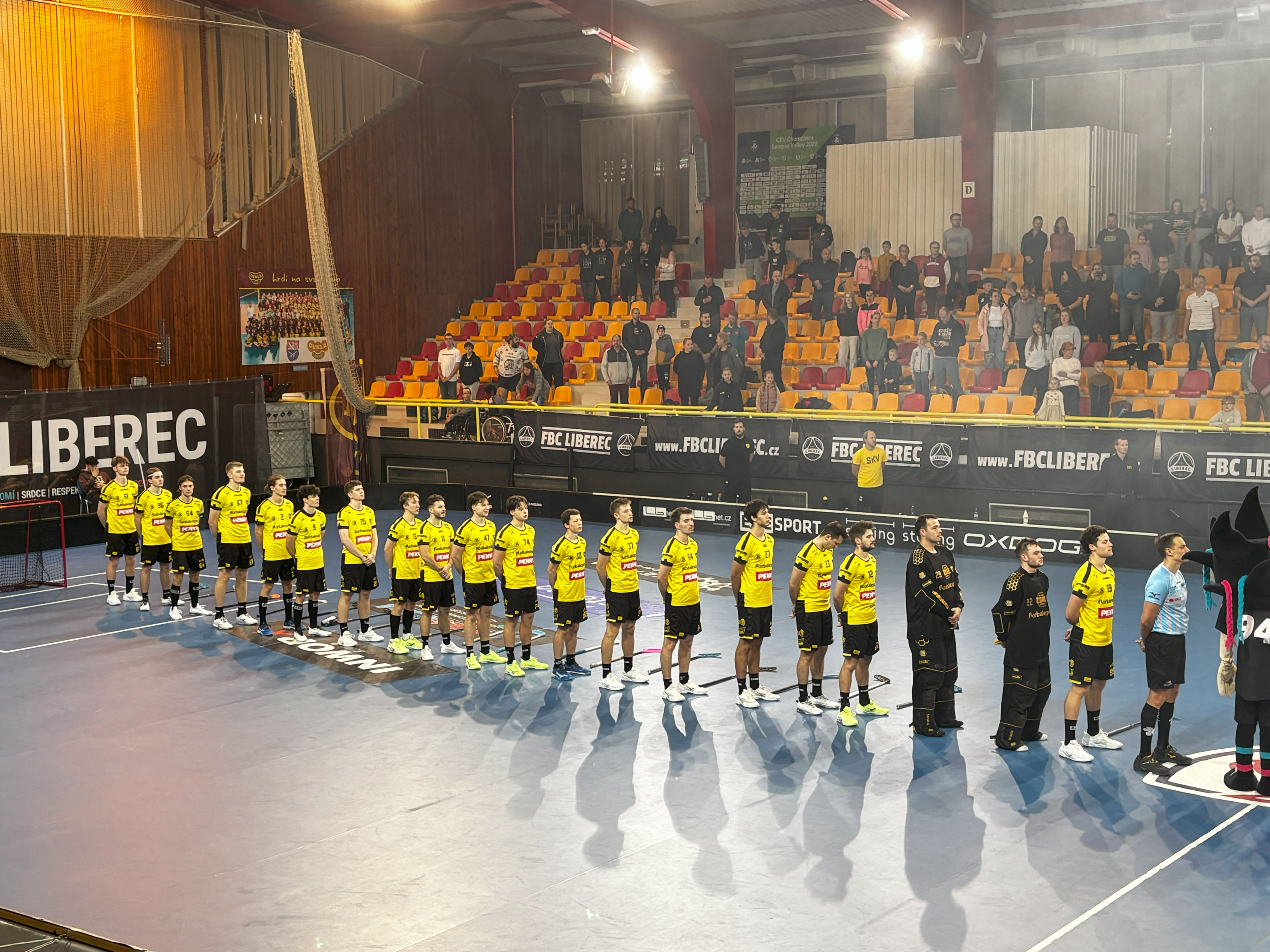
Mužský tým před venkovním zápasem proti FBC Liberec v sezóně 2024/2025

Ženský tým vznikl v roce 2005 a hraje druhou nejvyšší soutěž, 1. ligu. V sezónách 2013/2014 až 2017/2018 hrál pět ročníků Extraligu žen. Ve všech ročnících v nejvyšší soutěži tým vždy bojoval v play-down o udržení. V letech 2020 a 2022 vyhrály v kategorii Open na mezinárodním turnaji Czech Open. Dalším úspěchem byl postup do čtvrtfinále Poháru Českého florbalu v roce 2022.

## Družstva oddílu
TJ Sokol Královské Vinohrady má v sezóně 2024/2025 v soutěžích Českého florbalu 21 týmů.

### Muži
- Muži A (Superliga florbalu)
- Muži B (Divize)
- Muži C (Regionální liga mužů)
- Muži D (PH a SČ přebor mužů)
- Junioři (CE soutěž juniorů)
- Dorostenci (1. liga dorostenců)
- Dorostenci B (2. liga dorostenců)
- Starší žáci
- Starší žáci B
- Mladší žáci
- Mladší žáci B
- Elévové
- Přípravka (společná)

### Ženy

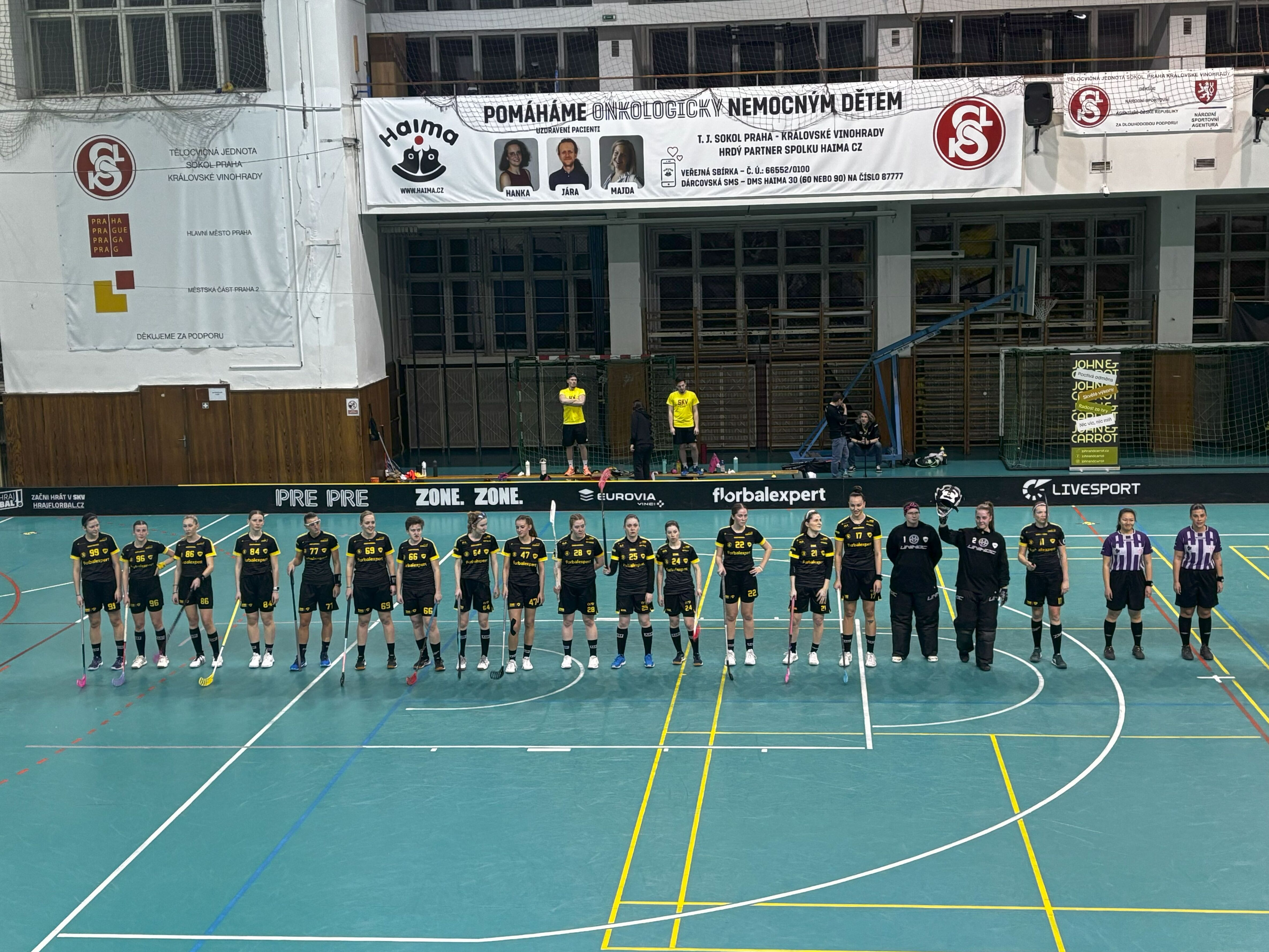
Ženský tým v roce 2025

- Ženy A (1. liga žen)
- Ženy B (2. liga žen)
- Ženy C (3. liga žen)
- Juniorky (2. liga juniorek)
- Dorostenky (2. liga dorostenek)
- Starší žákyně
- Mladší žákyně
- Elévky

## Historie

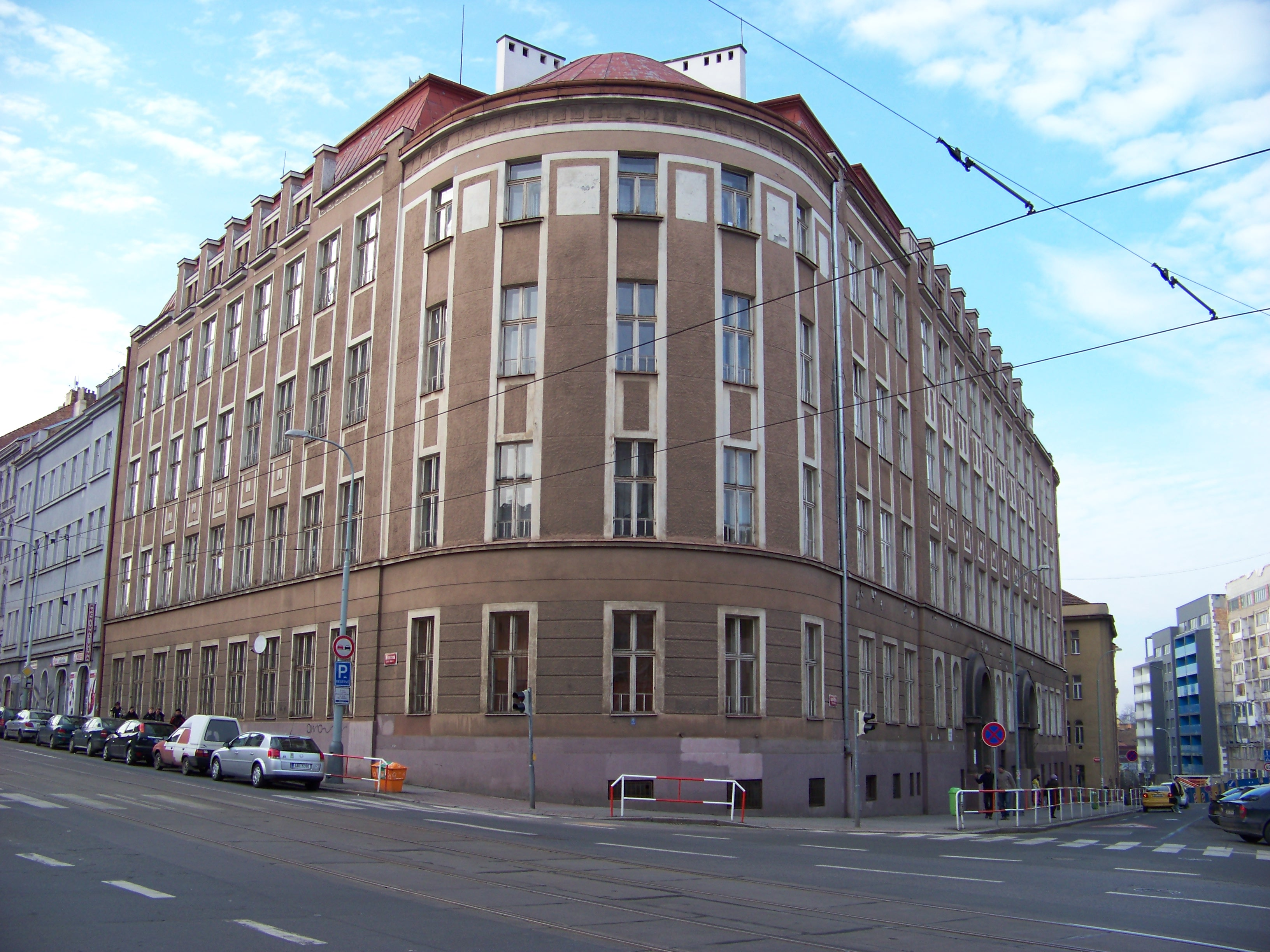
Základní škola Lupáčova, kde klub vznikl

Florbalový klub TJ Sokol Královské Vinohrady byl založen v roce 1997 jako HC Lupáčova Coyotes při žižkovské základní škole Lupáčova. Postupně se z 5. ligy mužů vypracoval až do Extraligy mužů. První tréninky nově vzniklého klubu se odehrávaly se souhlasem ředitele Milana Hausnera v tělocvičně ZJŠ Lupáčova, jejíž rozměry ale florbalu nevyhovovaly. S nápadem založit florbalový klub a přihlásit se do soutěže přišel jako první Michal Mirgos.
Mezi tři zakládající členy kromě Mirgose patřili i Mgr. Ivan Čulák a Václav Mikšátko. Ti založili jádro klubu z žáků devátého ročníku školy a k nim postupně přidávali další hráče. Takto sestavené mužstvo ještě bez zařazení do oficiálních florbalových struktur odehrálo několik přípravných zápasů (například proti týmu Gymnázia Sladkovského, Astra Praha a Vorms Praha). Příznivé výsledky pak vedly k rozhodnutí přihlásit se do soutěže ČFbU. První oficiální ligový zápas se odehrál 27. září 1997 v hale na Děkance. Šlo o porážku 5:8 s týmem FC Bourbon Praha B. Prvním ligovým střelcem HC Lupáčova Coyotes se stal Petr Holubec.

## Název klubu
Nově založený klub byl pojmenován jako HC Lupáčova Coyotes. Lupáčova – podle ulice na Žižkově, sídla základní školy, kde pracovali dva zakládající členové Čulák a Mikšátko. Coyotes – podle zvuků, které vydával při tréninku Michal Mirgos. Podle pamětníků se sousloví HC (hockeyový club) do názvu dostalo náhodou, protože Mirgos hrál pozemní hokej a tak nedělal rozdíl mezi pozemním hokejem, ledním hokejem a florbalem. Klubové barvy – žlutá a černá – údajně vzešly z náklonnosti části hráčů k hokejovému týmu Litvínova.
V roce 2000 našel klub zázemí v hale vinohradské tělovýchovné jednoty v Riegrových sadech a po přesunutí tréninků do nové haly se změnil i název klubu na TJ Sokol Královské Vinohrady.

## Tým mužů

### Sezóny
| Sezóna                                                        | Úroveň | Soutěž              | Umístění | Poznámka                                                                                     |
| ------------------------------------------------------------- | ------ | ------------------- | -------- | -------------------------------------------------------------------------------------------- |
| V sezónách 1997/1998 až 2002/2003 hrál tým regionální soutěže |        |                     |          |                                                                                              |
| 2003/2004                                                     | 3      | 3. liga – divize I  | 1.       | Postup do vyšší ligy                                                                         |
| 2004/2005                                                     | 2      | 2. liga             | 4.       | [ 13 ]                                                                                       |
| 2005/2006                                                     | 2      | 2. liga             | 1.       | Vítězství ve finále play-off proti FBC Vikings Kopřivnice – Postup do vyšší ligy – více      |
| 2006/2007                                                     | 1      | Fortuna extraliga   | 12.      | Prohra v 2. kole play-down proti EVVA FBŠ Bohemians – Sestup do nižší ligy – více            |
| 2007/2008                                                     | 2      | 1. liga             | 3.       | Vypadnutí v semifinále play-off proti AC Sparta Praha – více                                 |
| 2008/2009                                                     | 2      | 1. liga             | 5.       | Vypadnutí ve čtvrtfinále play-off proti Paskov Saurians – více                               |
| 2009/2010                                                     | 2      | 1. liga             | 7.       | Vypadnutí ve čtvrtfinále play-off proti FBC Kladno – více                                    |
| 2010/2011                                                     | 2      | 1. liga             | 9.       | Výhra v 2. kole play-down proti FBC Štíři Č. Budějovice – více                               |
| 2011/2012                                                     | 2      | 1. liga             | 4.       | Vypadnutí v semifinále play-off proti AC Sparta Praha Florbal                                |
| 2012/2013                                                     | 2      | 1. liga             | 4.       | Vypadnutí v semifinále play-off proti Sokol Pardubice                                        |
| 2013/2014                                                     | 2      | 1. liga             | 1.       | Vítězství ve finále play-off proti FBŠ Hattrick Brno – Postup do vyšší ligy                  |
| 2014/2015                                                     | 1      | AutoCont extraliga  | 11.      | Výhra v baráži proti FBC Start98                                                             |
| 2015/2016                                                     | 1      | Tipsport Superliga  | 11.      | Prohra v baráži proti FBC Kanonýři Kladno – Sestup do nižší ligy                             |
| 2016/2017                                                     | 2      | 1. liga             | 5.       | Vypadnutí ve čtvrtfinále play-off proti FBŠ Hummel Hattrick Brno                             |
| 2017/2018                                                     | 2      | 1. liga             | 1.       | Vítězství ve finále play-off proti Florbal PEGRES Havířov – Postup do vyšší ligy             |
| 2018/2019                                                     | 1      | Tipsport Superliga  | 11.      | Výhra v 1. kole play-down proti TJ Znojmo LAUFEN CZ                                          |
| 2019/2020                                                     | 1      | Superliga florbalu  | 8.       | Sezóna ukončena po dvou prohraných zápasech čtvrtfinále play-off proti Technology Florbal MB |
| 2020/2021                                                     | 1      | Livesport Superliga | 13.      | Play-down zrušeno, protože sezóna 1. ligy nebyla dohrána                                     |
| 2021/2022                                                     | 1      | Livesport Superliga | 12.      | Výhra v 1. kole play-down proti Sokoli Pardubice                                             |
| 2022/2023                                                     | 1      | Livesport Superliga | 8.       | Vypadnutí ve čtvrtfinále play-off proti Tatran Střešovice                                    |
| 2023/2024                                                     | 1      | Livesport Superliga | 10.      | Vypadnutí v osmifinále play-off proti FBC Liberec                                            |
| 2024/2025                                                     | 1      | Livesport Superliga | 8.       | Vypadnutí ve čtvrtfinále play-off proti Předvýběr.CZ Florbal MB                              |

#### Sezóna 2005/2006
2. liga (vítězství ve finále play-off).

Ve 2. lize (o rok později přejmenované na 1. ligu) se poprvé hrálo systémem základní část – play-off. Vinohrady po základní části skončily na čtvrtém místě. Ve čtvrtfinále se utkaly s SK Bivoj Litvínov. Hrálo se na dva vítězné zápasy a začínalo se na hřišti hůře postaveného celku. Úvodní utkání ve své hale Litvínov vyhrál a byla to jediná porážka Vinohrad v play-off. Následující dvě domácí utkání Vinohrady vyhrály, stejně jako semifinálovou sérii proti FBŠ Jihlava a finálovou proti FBC Vikings Kopřivnice. Postoupily tak do Extraligy.

#### Sezóna 2006/2007
Fortuna extraliga (12. místo – sestup do 1. ligy)

Úspěchy: účast Petra Veselého na Akademickém mistrovství světa ve Švýcarsku.

V základní části sezóny Vinohrady uhrály jen dva body za remízu 5:5 s Tatranem Střešovice (14. kolo) a porážku 5:6 po prodloužení s FbŠ Bohemians (18. kolo). V první sérii play-down nejprve podlehly 1:3 Pardubicím, ve druhé pak stejným poměrem i FbŠ Bohemians a sestoupily z Extraligy.

#### Sezóna 2007/2008
1. liga (4. místo – vypadnutí v semifinále)

Po sestupu z Extraligy se k týmu vrátil trenér Václav Hudeček a kádr se významně změnil poté, co někteří z klíčových hráčů odešli za extraligovým či zahraničním angažmá. Tým nejprve ve čtvrtfinále vyřadil FBC Vikings Kopřivnice, v semifinálové sérii ale nestačil na Spartu a po výsledku 2:3 na zápasy v play-off skončil.

#### Sezóna 2008/2009
1. liga (1. místo – vypadnutí ve čtvrtfinále)

Vinohrady v této sezoně s 56 body s náskokem vyhrály základní část. Nejproduktivnějším hráčem byl Petr Veselý, který v 21 zápasech zaznamenal 43 bodů. V play-off ale tým skončil již ve čtvrtfinálové sérii proti Paskov Saurians 3:1 na zápasy.

#### Sezóna 2009/2010
1. liga (7. místo – vypadnutí ve čtvrtfinále)

K týmu po odchodu Václava Hudečka přišli jako trenéři Luděk Pokorný a Vilém Svoboda. V základní části Vinohrady získaly 33 bodů a skočili na děleném 7. až 9. místě s SFK Kozel Počenice a FBC Vikings Kopřivnice. Díky lepším vzájemným zápasům se dostaly do play-off, kde ve čtvrtfinále proti FBC Kladno prohrály 3:0 na zápasy.

#### Sezóna 2010/2011

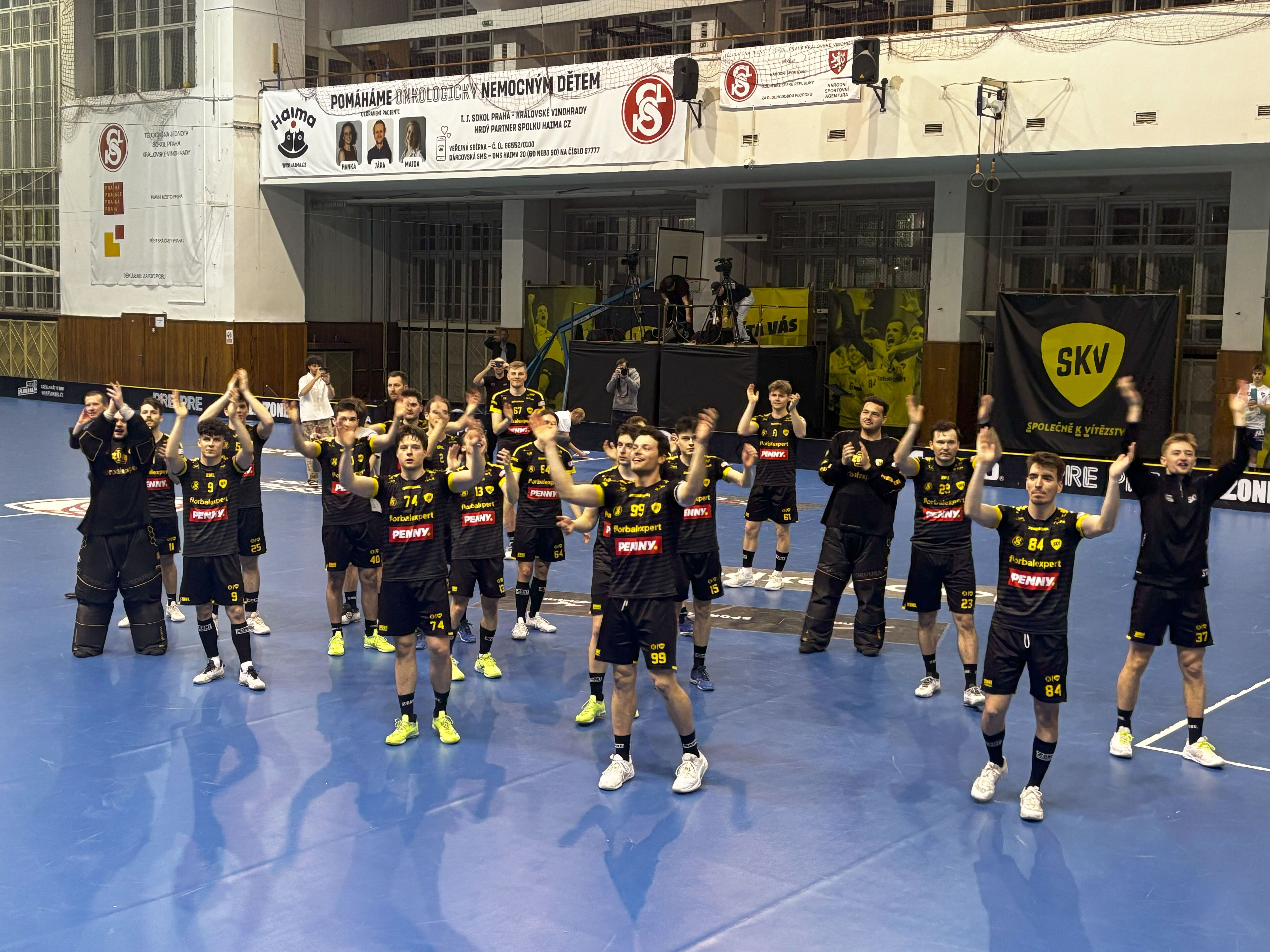
Mužský tým slaví výhru v osmifinálovém zápase v sezóně 2024/2025

1. liga (9. místo – udržení v play-down)

Sezona začala pro SKV dobře, tým vyhrál pět z úvodních osmi zápasů. Následovala ale série porážek. V tu dobu se mužstva jako hlavní trenér ujal Michal Pazdera, bývalý brankář SKV, a Vilém Svoboda a Luděk Pokorný se stali jeho asistenty. Účast v play-off se ale už zachránit nepodařilo, tým s 23 body zůstal po základní části na devátém místě tabulky.
V první sérii play-down Vinohrady porazily poslední celek 1. FBK Jablonec n/N 3:0 na zápasy a ve druhém kole 3:2 i FBC Štíři Č. Budějovice. Zachovaly si tak prvoligovou příslušnost.

### Známí trenéři
- Luděk Beneš (2006)
- Jan Pazdera (2013–2015)
- Michal Kotlas (2019–2022)

### Známí hráči
- Daniel Gärtner (od 2022)

## Tým žen

### Sezóny
| Sezóna    | Úroveň | Soutěž               | Umístění | Poznámka                                                                                  |
| --------- | ------ | -------------------- | -------- | ----------------------------------------------------------------------------------------- |
| 2011/2012 | 3      | 2. liga – divize III |          | Výhra v baráži – Postup do vyšší ligy                                                     |
| 2012/2013 | 2      | 1. liga (západ)      | 1.       | Vítězství ve finále play-off proti Bulldogs Brno – Postup do vyšší ligy                   |
| 2013/2014 | 1      | Extraliga            | 10.      | Výhra v 1. kole play-down proti FBC ČPP BONUSIA Ostrava                                   |
| 2014/2015 | 1      | Extraliga            | 12.      | Výhra v baráži proti FbC Panthers                                                         |
| 2015/2016 | 1      | Extraliga            | 9.       | Výhra v 1. kole play-down proti TEMPISH FBS Olomouc                                       |
| 2016/2017 | 1      | Extraliga            | 10.      | Výhra v 1. kole play-down proti Elite Praha                                               |
| 2017/2018 | 1      | Extraliga            | 12.      | Prohra v 2. kole play-down proti K1 Florbal Židenice – Sestup do nižší ligy               |
| 2018/2019 | 2      | 1. liga (západ)      | 2.       | Prohra ve finále play-off proti Bulldogs Brno – Prohra v baráži proti K1 Florbal Židenice |
| 2019/2020 | 2      | 1. liga (západ)      |          | Sezóna ukončena po výhře v osmifinále proti FBC Texas Longhorns                           |
| 2020/2021 | 2      | 1. liga (západ)      |          | Sezóna ukončena po neúplných šesti odehraných kolech základní části                       |
| 2021/2022 | 2      | 1. liga (západ)      |          | Vypadnutí v osmifinále play-off proti ACEMA Sparta Praha UNYP                             |
| 2022/2023 | 2      | 1. liga (západ)      |          | Vypadnutí ve čtvrtfinále play-off proti Prague Tigers Nehvizdy                            |
| 2023/2024 | 2      | 1. liga (západ)      |          | Vypadnutí ve čtvrtfinále play-off proti FAT PIPE Tigers Start98                           |
| 2024/2025 | 2      | 1. liga (západ)      |          | Vypadnutí ve čtvrtfinále play-off proti Florbal Chomutov                                  |

### Známé hráčky

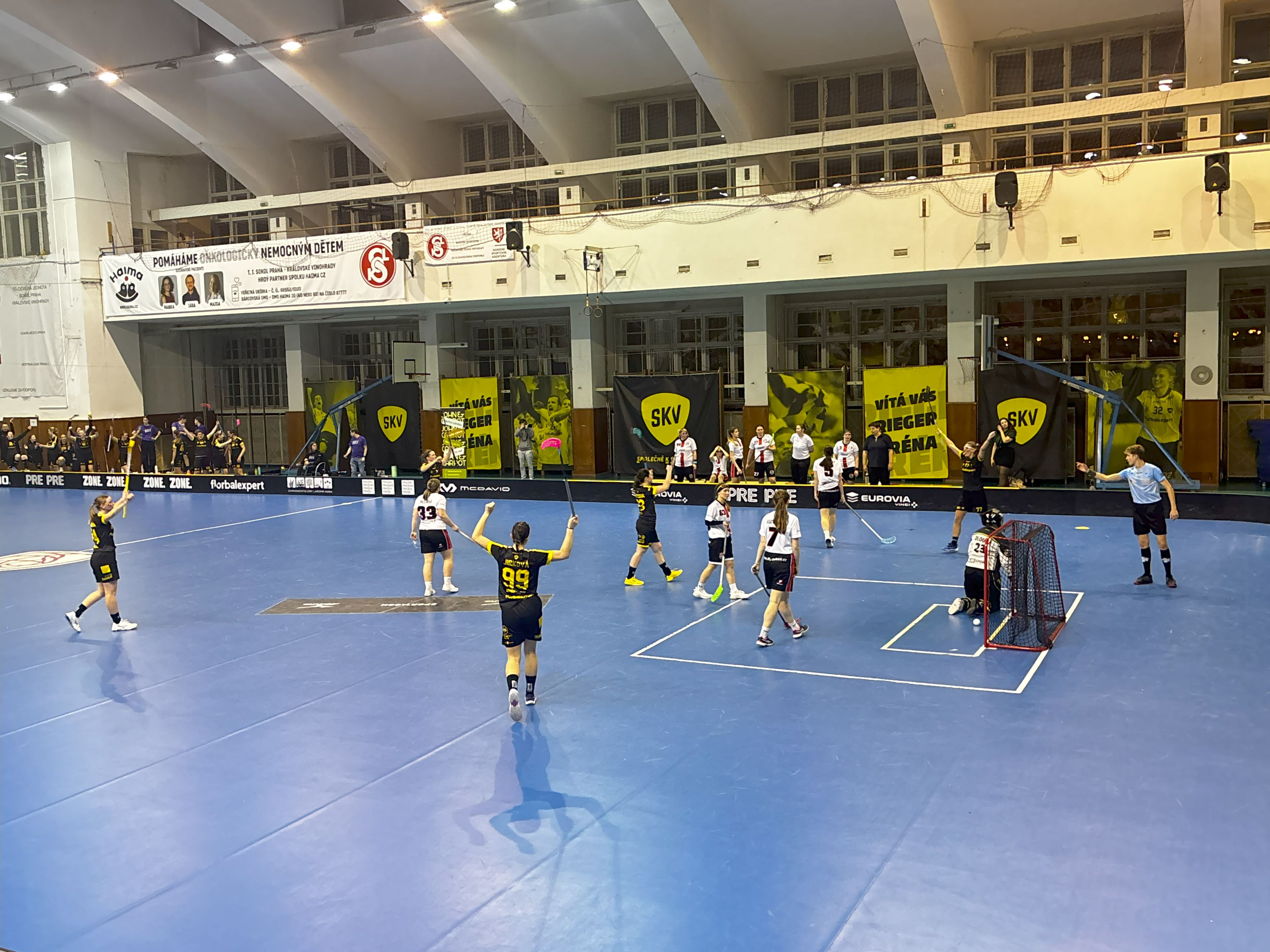
Ženský tým slaví gól v osmifinále proti Florbal Ústí v sezóně 2024/2025

- Magdalena Kotíková (2013–2015)
- Zuzana Macurová (2014–2016)

### Známí trenéři
- Magdalena Kotíková (2013–2015)

## Známí odchovanci
- Lukáš Bauer
- Jakub Gruber